# ケイト (映画)
『ケイト』（原題：Kate）は、セドリック・ニコラス＝トロイアン監督、ウマイア・アレム脚本のアメリカのアクションスリラー映画。出演はメアリー・エリザベス・ウィンステッド、ウディ・ハレルソン、ミキール・ハースマン、浅野忠信。
2021年9月10日にNetflixにより配信された。

## あらすじ
毒を盛られて余命24時間を宣告された女性暗殺者が、自らを狙った相手を探すために東京の街を奔走し、かつての標的の娘と親交を深めていくことになる。

## キャスト
※括弧内は日本語吹替。
- ケイト - メアリー・エリザベス・ウィンステッド（本田貴子）
- アニ - ミク・マーティノー（野々村真白）
- ヴァリック - ウディ・ハレルソン（内田直哉）
- ジェームズ - ミキール・ハースマン（阪口周平）
- 蓮司 - 浅野忠信（浅野忠信、鶴岡聡）
- 木嶋 - 國村隼（國村隼）
- 城島 - MIYAVI（MIYAVI）
- 信三 - 田邊和也（田邊和也）
- 加奈子 - 山本真理
- 若いヤクザ - 内山信二
- 佐藤 - 西山浩司
- BAND-MAID
- 病院スタッフ　金丸昌弘

その他の声の出演：阪口周平、安藤瞳、行成とあ、松本沙羅、唐戸俊太郎、俊藤光利、及川いぞう、豊田茂、松川裕輝、中村和正、佐久間元輝、峰晃弘

## 日本語版制作スタッフと日本語字幕
- スタジオ：ACクリエイト
- 翻訳：桜井文
- 演出：打越領一
- 調整：菊池悟史
- 録音：黄嘉晉
- 制作進行：上原正樹

- 日本語字幕：伊勢田京子

## 製作
2017年10月、NetflixはUmair Aleemの脚本『Kate』を買い取り、デヴィッド・リーチやKelly McCormick、Bryan Unkeless、Scott Morganがプロデュースを担当した 。
2018年12月、セドリック・ニコラス＝トロイアンが監督として契約した 。
2019年4月、メアリー・エリザベス・ウィンステッドが本作の主演に起用された 。
2019年7月、ウディ・ハレルソンがキャストに加わった 。9月には、ミキール・ハースマン、浅野忠信、國村隼が新たにキャストに加わった 。
2019年11月、日本のガールズロックバンドBAND-MAIDが本作に出演することが発表された。
また、極秘に撮影されていた歌舞伎シーンには、 坂東拡七郎・河本龍葉・藤間涼太朗が起用された。
撮影は2019年9月16日に開始され、2019年11月29日に終了した。撮影場所は、タイ、日本の東京、カリフォルニア州ロサンゼルス。

## 公開
2021年9月10日からNetflixにて配信開始。現在も公開中。。